# Університет у Східному Сараєві
Університет у Східному Сараєві заснований 14 вересня 1992 року рішенням Народної скупщини Республіки Сербської як наступник Сараєвського університету.
Близько 15 тисяч студентів навчаються у двох академіях і на п'ятнадцяти факультетах університету. Факультети цього університету розміщені на великій території, часто в різних містах регіону, всі вони знаходяться у східній частині регіону Боснії та Герцеговини, Республіці Сербській.

## Факультети
- Академії мистецтв
- Православний богословський
- Економічний (у Пале)
- Економічний (у Брчко)
- Електротехнічний
- Філософський
- Фізичного виховання і спорту
- Економіки бізнесу
- Виробництва і управління
- Механіко-машинобудівний
- Академія музики
- Медичний (у Фочі)
- Педагогічний
- Сільського господарства
- Юридичний
- Організації дорожнього руху
- Технологічний[3]

## Ректори
- 1993—2000 — Воїслав Максимович
- 2000—2005 — Боріш Старович[4]
- 2005 — дотепер — Митар Новакович

## Академія образотворчого мистецтва
Факультет розміщено в Требинє. Заснований 1995 року. До квітня 2008-го факультет прийняв до навчання 250 студентів, але завершило навчання тільки 88 з них. Факультет навчає таких дисциплін:
1. Малювання
2. Графіка

## Богословський факультет
Розміщений у Фочі, факультет засновано 1994 року для навчання традиційного сараєвського богослов'я, яке було в активному вжитку від 1882 до 1941 року. Випускники факультету зазвичай продовжують службу в Сербській православній церкві.

## Факультет економіки (місто Пале)
Факультет розташований у місті Пале. Заснований у 1993 році. До квітня 2008 року факультет прийняв 3384 студенти. До складу факультету входять такі дисципліни:
1. Загальна економіка
2. Маркетинг
3. Торгівля і фінанси
4. Облік
5. Фінансово-банківському напрямку
6. Економіки громадського сектора
7. Господарства
8. Управління
9. Міжнародний бізнес

## Факультет економіки (Брчко)
ПКоледж розташований в Брчко. Він заснований в 1976 році. До квітня 2008 року факультет прийняв 8995 студентів, закінчили його 1534. Факультет навчає таких дисциплін:
1. Бухгалтерський облік та фінанси
2. Бізнес-інформатика
3. Управління

## Факультет електротехніки
Коледж розташований в Лукавиці, Східному Сараєво. Він заснований в 1961 році. До 1993-го прийняв 14 000 студентів. У період від 1993 до квітня 2008 року факультет прийняв 892 студенти, закінчили його 119. Дисципліни:
1. Автоматизація й електроніка
2. Обчислювальної техніки та інформатики
3. Енергетика

## Факультет філософії
Факультет розташований в Пале. Він був заснований в 1993 році. До складу факультету входять 12 кафедр:
1. Кафедра  філософії
2. Кафедра  соціології
3. Кафедра журналістики
4. Кафедра історії
5. Кафедра педагогіки
6. Стілець для викладання в класі
7. Кафедра психології
8. Кафедри сербської мови та літератури
9. Кафедра загальної літератури та бібліотекознавства
10. Кафедра англійської мови та літератури
11. Кафедра  географії
12. Кафедра  математики та інформатики

## Факультет фізичної культури
Факультет розташований в місті Стамбольчич, муніципалітет Пале. Його було засновано в 1994 році. Кафедри:
1. Фізичної культури
2. Спорту

## Факультет бізнес-економіки
Коледж розташований у Биєлині, заснований 1993 року. Раніше називався «Вища школа зовнішньої торгівлі», 2007 року перетворений у факультет економіки підприємства. До складу факультету входять три кафедри:
1. Зовнішньої торгівлі, податки і митних відносин
2. Фінанси, банки та страхування
3. Бізнес-інформатика

## Факультет виробництва та менеджменту
Факультет розташований в Требинє, заснований в 1995 році. Кафедри:
1. Кафедра математики і фізики
2. Кафедра механіки матеріалів і конструкцій
3. Кафедра технології виробництва і технології
4. Кафедра менеджменту
5. Департамент промислової інженерії та інформатики

## Факультет машинобудування
Коледж розташований в Лукавиці, Східному Сараєво, заснований в 1994 році. рік. До квітня 2008 року прийнято 658 студентів, завершили навчання — 114. Факультет має тільки одне відділення — виробництво.

## Музична академія
Академія розміщена в Лукавиці, Східному Сараєво, заснована 1994 року, включає такі напрями:
1. Склад
2. Сольний спів
3. Загальної музичної педагогіки

## Медичне училище
Коледж розташований в місті Фоча заснований в 1993 році. До квітня 2008 року коледж прийняв 965 студентів, завершило його 135. На факультеті діє 36 відділів.

## Факультет освіти
Коледж розташований в Бієлині, заснований в 1993 році. На факультеті працюють такі кафедри:
1. Кафедри сербської мови і літератури та іноземних мов,
2. Кафедри математики та інформатики,
3. Кафедрою ППД, біології, географії і екології
4. Кафедра педагогіки, психології, філософії та соціології
5. Кафедра музики і художньої культури і фізичного виховання

## Факультет сільського господарства
Коледж розташований в Лукавиці, Східному Сараєво, заснований в 1994 році. На факультеті працює один відділ.
З початку 2009/2010 навчального року введено два нових курси.

## Юридичний факультет
Факультет розташований в Пале, заснований в 1994 році.

## Транспортно-технічний факультет
Коледж розташований в Добої, заснований 2005 року. На факультеті навчають таким дисциплінам:
1. Департамент транспорту:
  1. дорожнього руху та міського руху
  2. залізничного транспорту
  3. поштові
  4. телекомунікації
  5. організація
2. Технічний відділ:
  1. механічні дослідницької групи
    1. виробництво та машинобудування
    2. промислове будівництво

  2. електричні дослідницької групи
    1. електроніки і автоматики
    2. електротехнічний

  3. вивчення інформатики групи
    1. програмування
    2. інформаційних технологій і обчислювальної

## Стоматологічний коледж
Коледж розташований в місті Фоча. Він був заснований в 1993 році. До квітня 2008 факультетприйняв 731 студента, з них завершили навчання 74. В коледжі є 5 напрямків.

## Факультет технології
Коледж розташований в Каракаї, муніципалітет Зворник, заснований в 1993 році.